# Invasion (álbum)
Invasion es el decimotercer álbum lanzado por el productor de complextro noruego Aleksander Vinter, y el décimo primero bajo el alias de Savant. El disco fue lanzado canción por canción en la cuenta de SoundCloud de Vinter, a excepción de la canción «Broken». Fue luego remasterizado y lanzado nuevamente en enero de 2015 como un LP pago en Bandcamp, y desde allí todas las canciones remasterizadas han sido publicadas en todos los sitios populares de compra de música en línea como iTunes, Google Play y Amazon, además de en Spotify.

## Descripción del álbum
“Invasion es similar a otros álbumes que he hecho inmediatamente después de un álbum de gran concepto. Como Overkill, el cual publiqué gratis el año pasado. Invasion es un álbum de libertad que hace énfasis en la diversión. Es acerca de las canciones, no el viaje. Quería traer nuevamente la vibra que hay en Vario; divertidos y tontos juegos de computadora. Tiene un sonido un poco más comercial que mis publicaciones anteriores, pero es mi forma de música con sonido comercial. Me divertí mucho haciéndolo, y cuando tocaba alguna de las canciones en vivo, ¡la gente se impresionaba!” — Savant.

## Lista de canciones
| N.º     | Título                         | Duración |  |
| 1.      | «Orphan»                       | 5:29     |  |
| 2.      | «Upgrade»                      | 5:55     |  |
| 3.      | «Invasion»                     | 5:20     |  |
| 4.      | «Pizza Power Alien»            | 4:04     |  |
| 5.      | «Trap Slut»                    | 5:05     |  |
| 6.      | «Change»                       | 4:11     |  |
| 7.      | «Pixel Bee»                    | 6:19     |  |
| 8.      | «Innocence»                    | 4:04     |  |
| 9.      | «Basement»                     | 5:20     |  |
| 10.     | «Colorblind»                   | 5:44     |  |
| 11.     | «Return»                       | 4:20     |  |
| 12.     | «1997»                         | 8:52     |  |
| 13.     | «Broken»                       | 6:32     |  |
| 14.     | «Desperado»                    | 5:34     |  |
| 15.     | «Problematimaticalculatorture» | 3:47     |  |
| 16.     | «Massacre»                     | 5:00     |  |
| 17.     | «Killer»                       | 5:39     |  |
| 18.     | «Dreamscape»                   | 9:00     |  |
| 1:33:56 |                                |          |  |